# بيستي بويز
بيستي بويز (بالإنجليزية: Beastie Boys)‏ هي فرقة موسيقية أمريكية تشكلت في عام 1980.

## وصلات خارجية
- بيستي بويز على موقع IMDb (الإنجليزية)
- بيستي بويز على موقع ميتاكريتيك (الإنجليزية)
- بيستي بويز على موقع الموسوعة البريطانية (الإنجليزية)
- بيستي بويز على موقع ميوزك برينز (الإنجليزية)
- بيستي بويز على موقع رولينغ ستون (الإنجليزية)
- بيستي بويز على موقع أول ميوزيك (الإنجليزية)
- بيستي بويز على موقع ديسكوغز (الإنجليزية)
- الموقع الرسمي